# Regiões autónomas da China

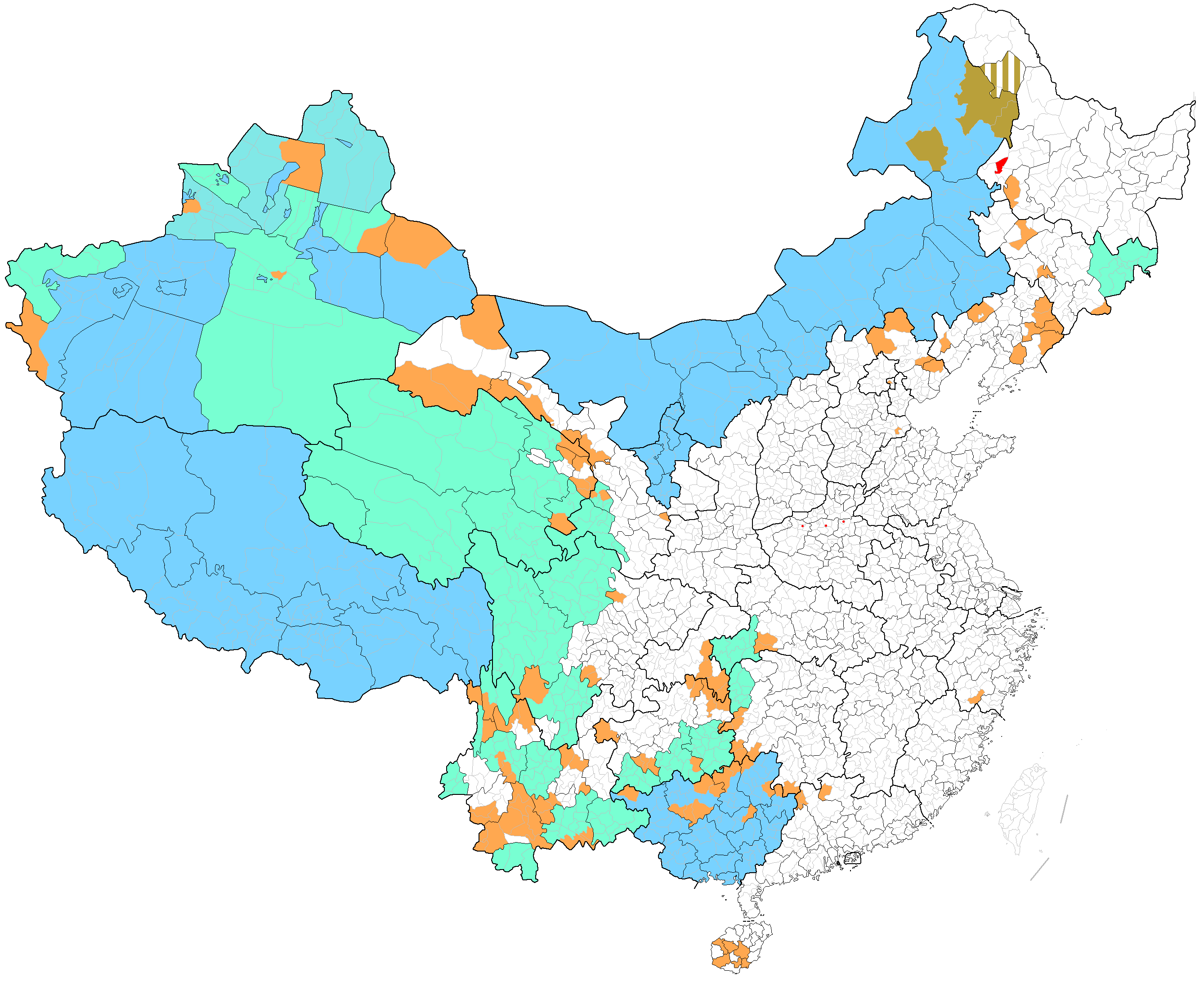
Todas as áreas designadas autónomas destacadas em verde.

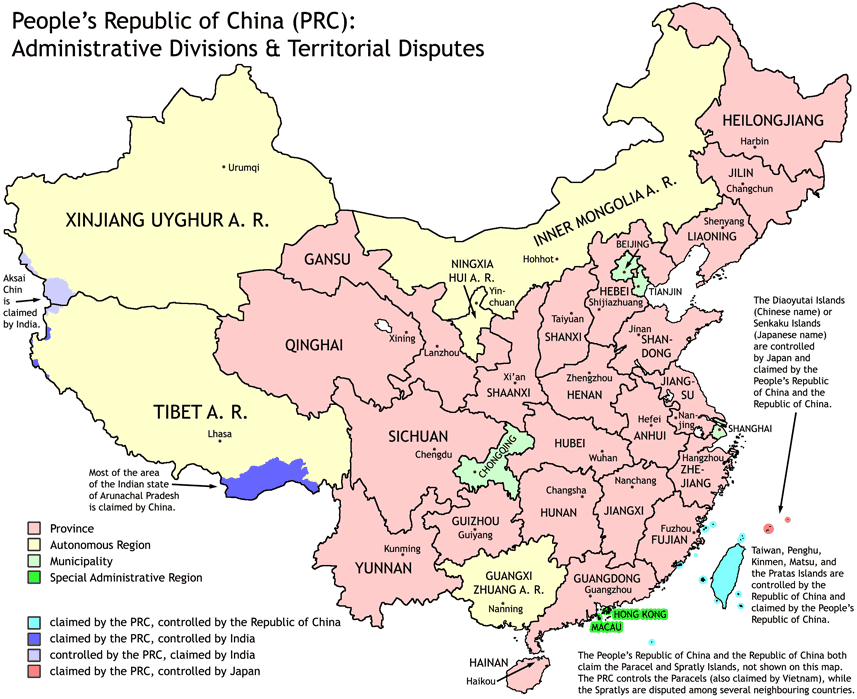
Regiões autónomas da República Popular da China (representadas a amarelo).

A República Popular da China está dividida em cinco regiões autónomas (autônomas).

## Regiões
| Nome              | Chinês (T) | Chinês (S) | Pinyin                   | Minoria | Nome local                                                                           | Abreviatura      | Área (km²) | Capital  |
| ----------------- | ---------- | ---------- | ------------------------ | ------- | ------------------------------------------------------------------------------------ | ---------------- | ---------- | -------- |
| Guangxi           | 廣西       | 广西       | Guǎngxī Zhuàngzú Zìzhìqū | Zhuangs | Zhuang - Gvangjish Bouxcuengh Swcigih                                                | 桂 Guì           | 236 000    | Nanning  |
| Mongólia Interior | 內蒙古     | 内蒙古     | Nèiměnggǔ Zìzhìqū        | Mongóis | Mongol - ᠥᠪᠦᠷ ᠮᠣᠨᠺᠤᠯᠤᠨ ᠥᠪᠡᠷᠲᠡᠺᠡᠨ ᠵᠠᠰᠠᠬᠤ ᠣᠷᠤᠨ/ Öbür Mongghul-un Öbertegen Jasaqu Orun | 内蒙古 Nèiměnggǔ | 1 183 000  | Hohhot   |
| Ningxia           | 寧夏       | 宁夏       | Níngxià Húizú Zìzhìqū    | Huis    | (os Huis falam Chinês)                                                               | 宁 níng          | 66 400     | Yinchuan |
| Tibete            | 西藏       | 西藏       | Xīzàng Zìzhìqū           | Tibetan | Tibetano - བོད་རང་སྐྱོང་ལྗོངས / Bod.raṅ.skyoṅ.ljoṅs                                        | 藏 zàng          | 1 228 400  | Lassa    |
| Xinjiang          | 新疆       | 新疆       | Xīnjiāng Wéiwúěr Zìzhìqū | Uigures | Uigur - شىنجاڭ ئۇيغۇر ئاپتونوم رايونى/ Shinjang Uyghur Aptonom Rayoni                | 新 xīn           | 1 660 400  | Ürümqi   |